# Nobaran
Nobarān o Nowbarān (farsi نوبران) è una città dello shahrestān di Saveh, circoscrizione di Nobaran, nella provincia di Markazi in Iran. Aveva, nel 2006, una popolazione di 1.931 abitanti.